# 顶光皮遗址
顶光皮遗址，是一个龙山文化早晚期古遗址，也带有大汶口文化因素。该遗址位于今武汉市黄陂区杨家寨湾，占地约15000平方米，分布于常上河两岸。东岸暴露，有1.5-2米文化层堆积，西岸较完好。
采集的陶器标本有灰陶、红陶、褐陶等。纹饰多为兰纹，也有部分绳纹。出土鼎足有鸭嘴形、扁长形、凿形等。
现为区级文物保护单位。